# 石屏山
石屏山坐落在中华人民共和国贵州省黔东南苗族侗族自治州镇远县㵲阳河北岸，属武陵山脉，毗邻青龙洞古建筑群。主峰668.1米，长度2.2公里。山上有南方长城。登山石屏山，可以俯瞰镇远县全景。

## 词源学
石屏山因“端直苍阔如屏风”而得名，被誉为“石屏巨镇”或“屏山为城，㵲水为池”的美称。